# Stabbing the Drama
Stabbing the Drama is het zesde album van de Zweedse band Soilwork, uitgebracht in 2005 door Nuclear Blast. Het was het laatste album met gitarist Peter Wichers. Het was een wat diverser album dan Figure Number Five. Het meeste schrijfwerk werd gedaan door Peter Wichers, maar met meer inbreng van keyboardspeler Sven Karlsson. Het is het eerste album met de nieuwe drummer Dirk Verbeuren, wiens drumstijl technischer is dan van de vorige drummers.

## Nummers
1. Stabbing the Drama − 4:34
2. One with the Flies − 4:00
3. Weapon of Vanity − 4:02
4. The Crestfallen − 3:46
5. Nerve − 3:38
6. Stalemate − 3:28
7. Distance − 4:29
8. Observation Slave − 4:09
9. Fate in Motion − 3:21
10. Blind Eye Halo − 2:24
11. If Possible − 4:50